# 賀茂神社 (たつの市)

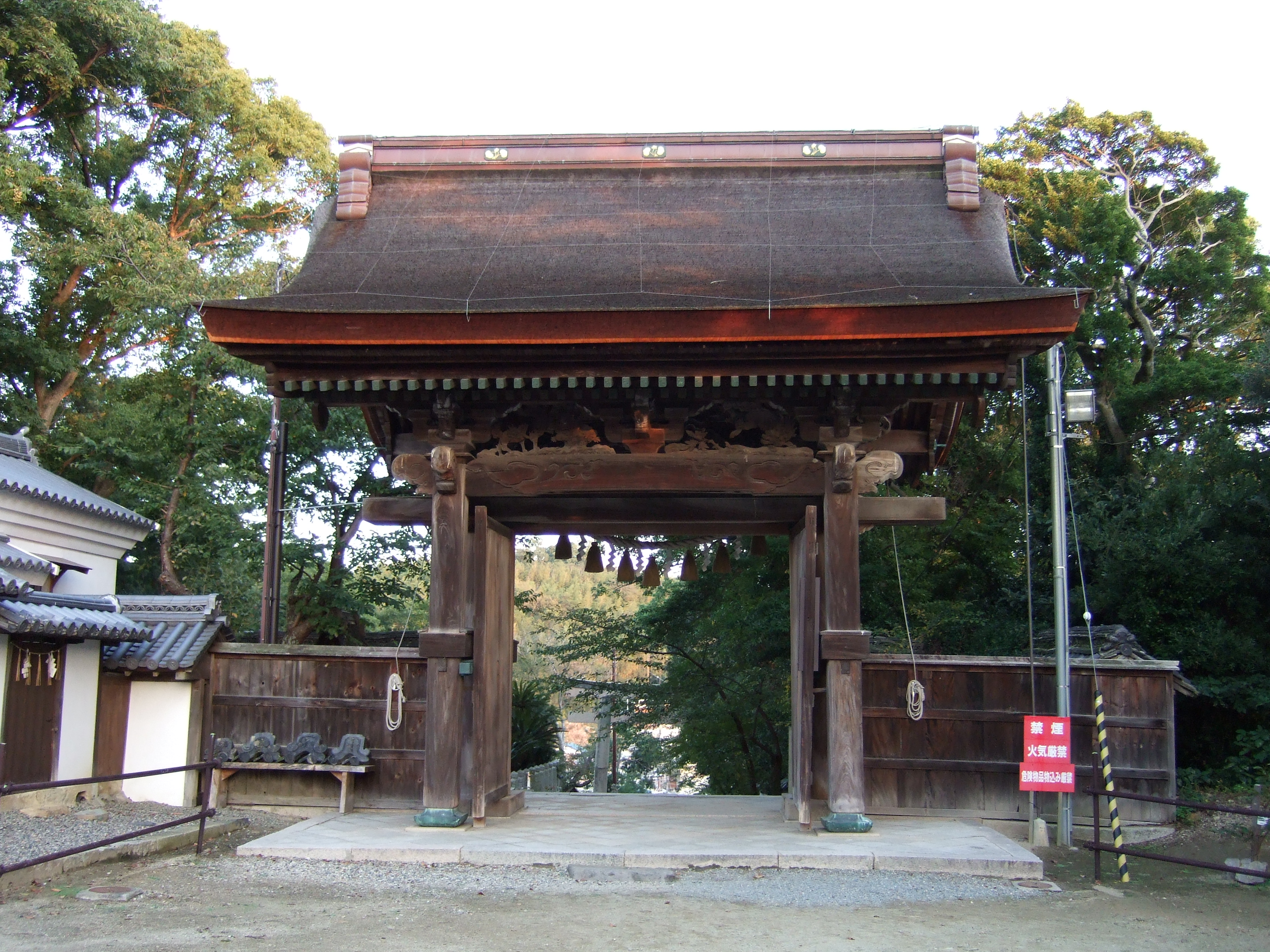
四脚門

賀茂神社（かもじんじゃ）は、兵庫県たつの市室津明神山にある神社。本殿を含めて8棟の建造物が国の重要文化財に指定されている。別名を室明神社という。
平安時代に賀茂別雷神社の直系御厨の地になった、境内にあるソテツは野生のものでは日本列島の北限として県指定文化財にもなっている。江戸参府時にシーボルトが訪れ参籠所から播磨灘の展望を絶賛するなど景勝地としても有名。

## 祭神
- 賀茂別雷神
- 彦火火出見尊

## 祭礼
- 4月/小五月祭り
棹の歌の奉納 県無形民俗文化財

- 7月/夏越祭り

## 文化財
重要文化財
- 本殿 - 三間社流造で元禄12年（1699年）の建立。他の建物群も同じ頃の建立である[2]
- 摂社片岡社太田社本殿[3]
- 摂社貴布禰社若宮社本殿[4]
- 摂社榲尾社本殿[5]
- 権殿[6]
- 唐門[7]
- 東回廊[8]
- 西回廊[9]

兵庫県指定文化財
- 賀茂神社のソテツ - 日本北限の自生のソテツ[10]

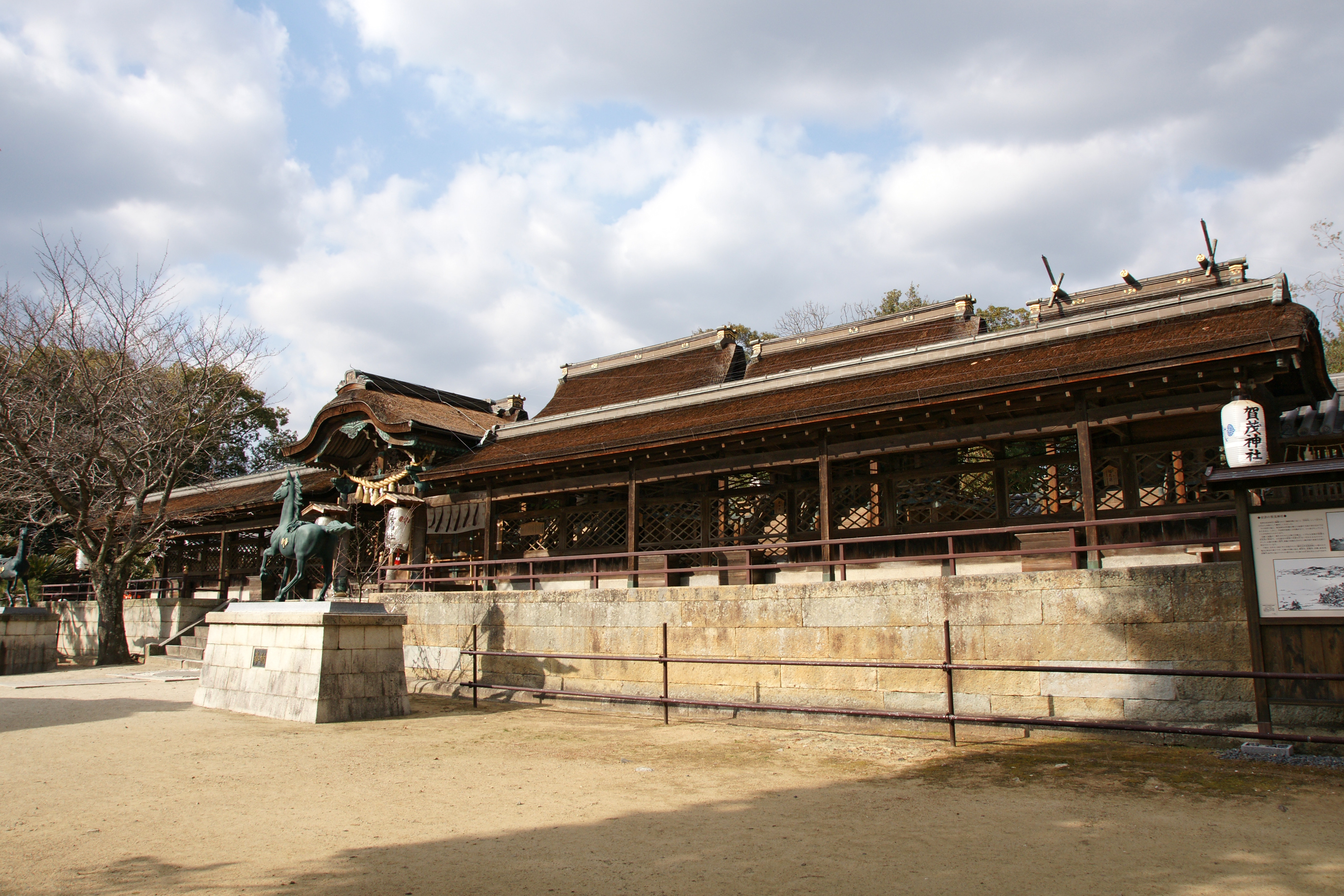
唐門と東西の回廊、背後に社殿群がある
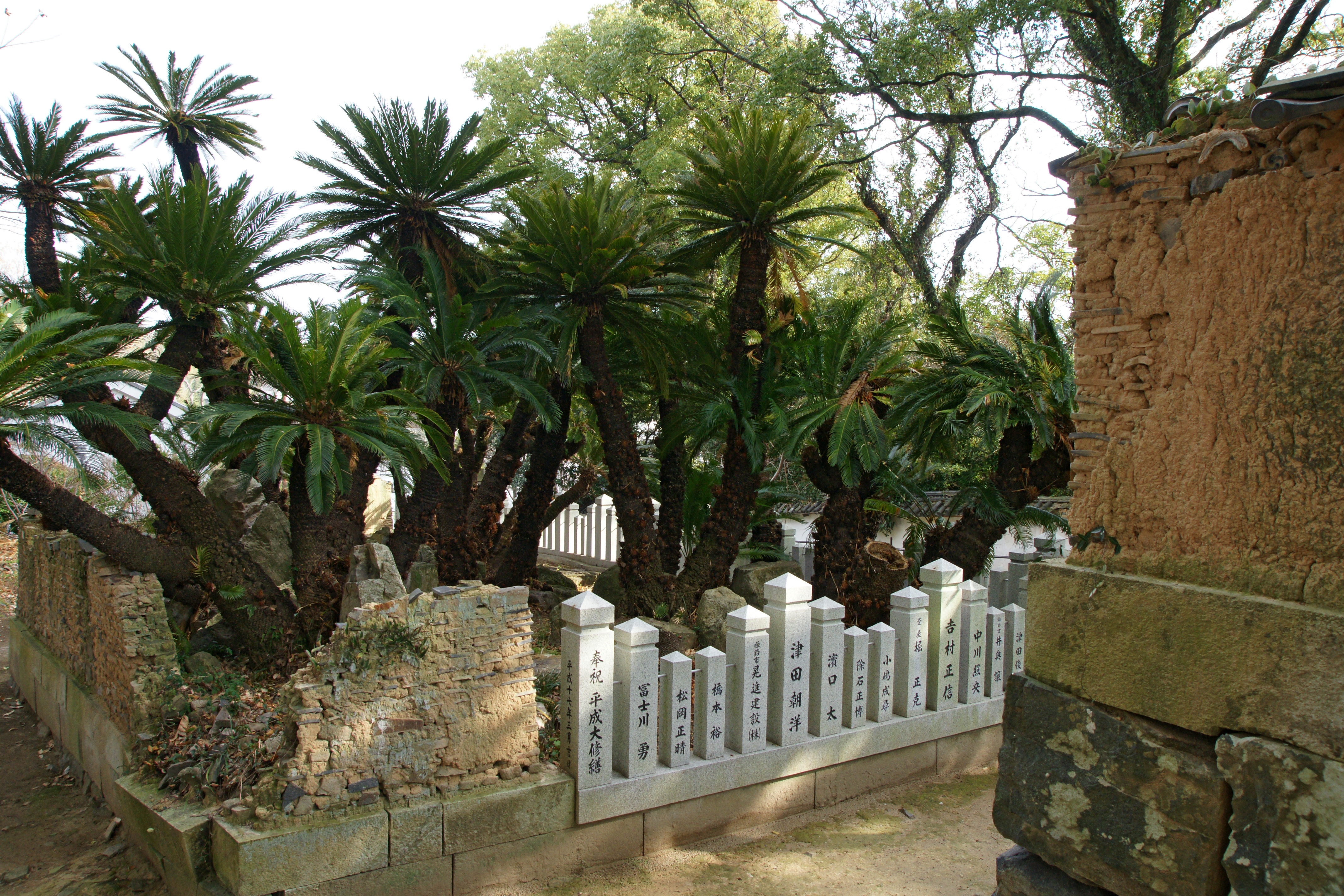
賀茂神社のソテツ
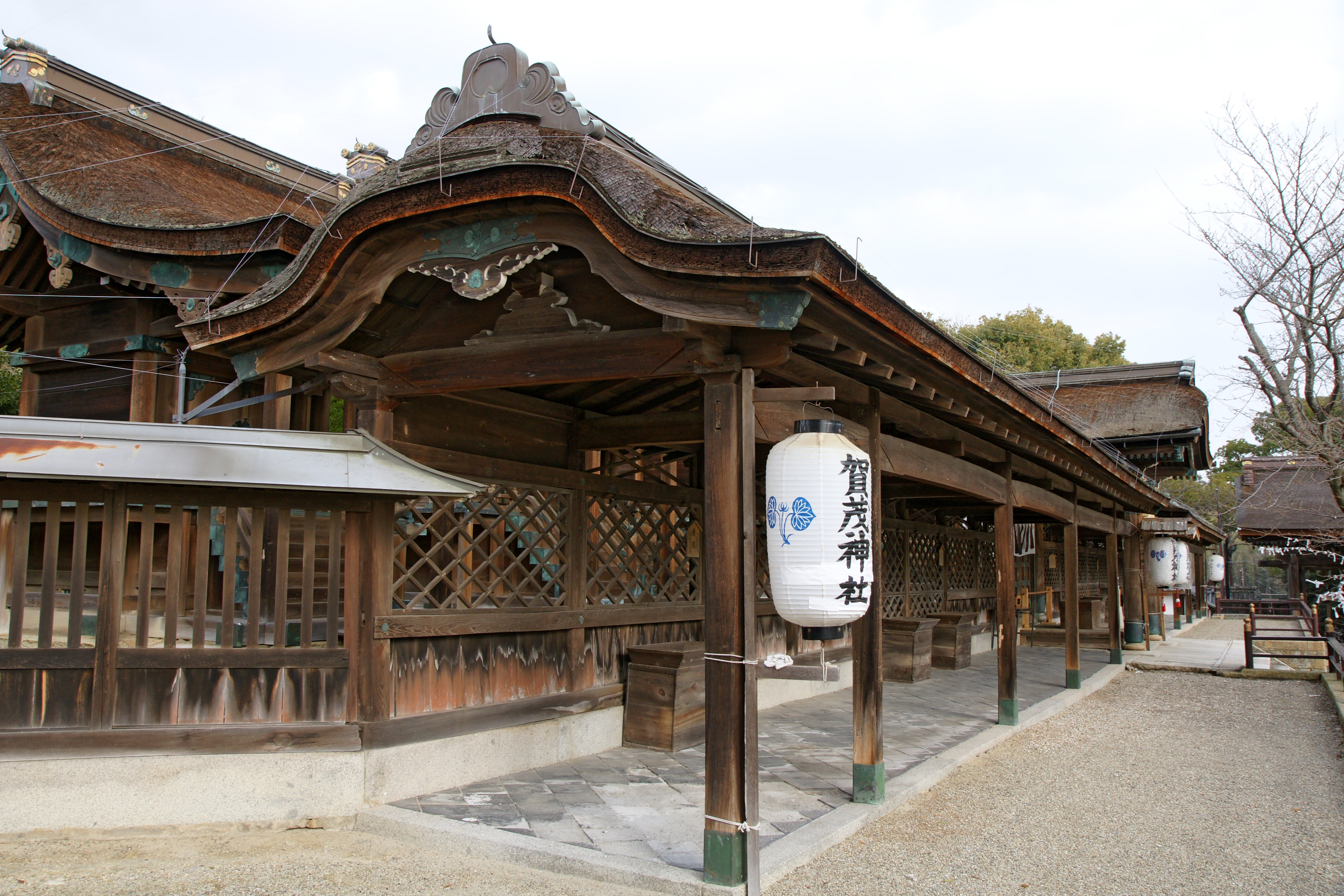
西回廊
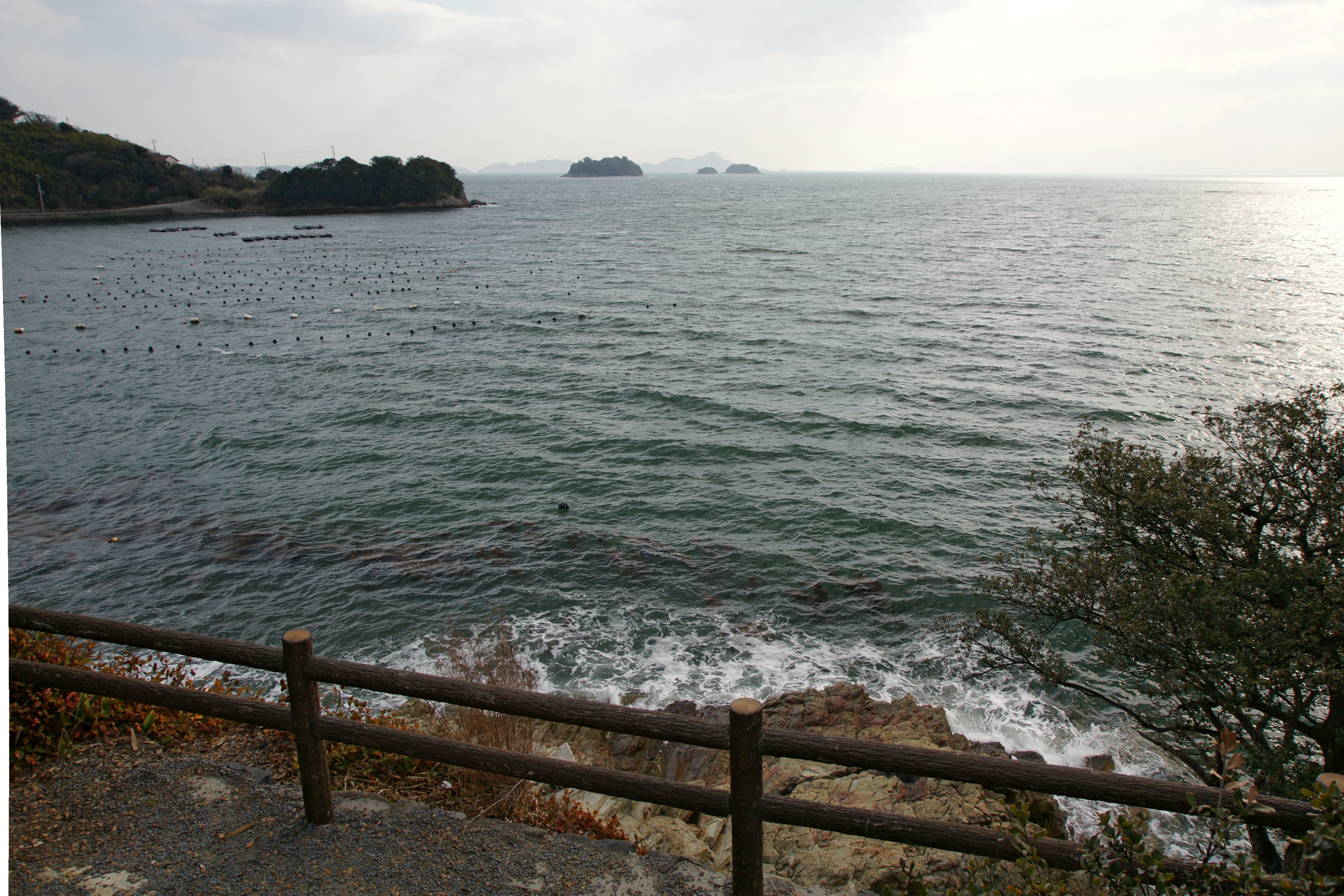
社殿前の海景

## 所在地
〒671-1332 兵庫県たつの市御津町室津74

## アクセス
- 鉄道：山陽電気鉄道山陽網干駅より神姫バス「室津」下車

## 近隣情報
- 室津港
- たつの市立室津民俗館
- 綾部山梅林
- 新舞子海水浴場
- 相生港